# Даммартенський дім

Герб Даммартенського дому

Даммарте́нський ді́м (фр. Maison de Dammartin-en-Goële) — французький шляхетний рід франкського походження. Походить від Манасія, першого графа Даммартенського, представника Мондідьєського дому. Серед відомих представників роду — Рено Даммартенський, учасник битви при Бувіні (1214) і його донька Матильда Даммартенська, королева Португалії. Герб — срібний щит із трьома синіми балками, з червоною облямівкою.

## Родинні зв'язки
- Португальський Бургундський дім
  1. Афонсу III (1210—1279), король Португалії (1248—1279) ∞ 1) Матильда (1202—1259), донька булонського графа Рено